# Breitenbrunn (Wunsiedel)
Breitenbrunn ist ein Gemeindeteil der Kreisstadt Wunsiedel im Landkreis Wunsiedel im Fichtelgebirge (Oberfranken,  Bayern).
Das Dorf liegt drei Kilometer südlich am Nordhang der Luisenburg. Im Jahr 2000 lebten in Breitenbrunn 203 Personen.

## Geschichte
Erstmals urkundlich wurde das Dorf 1421/22 in einer Rechnung des markgräflichen Amtes Wunsiedel erwähnt, die Bewohner mussten damals an den Amtmann in Hohenberg als Zins Eier abgeben. 1499 hatte das Dorf neun Höfe, sie gehörten zum Halsgericht Wunsiedel. 1716 wurde im Dorf eine Mühle gebaut, 1818 kam das Dorf zur Gemeinde Schönbrunn, 1975 erfolgte die Eingemeindung nach Wunsiedel.
Im Dorf befindet sich ein Tierheim, das von einem Verein unterhalten wird.

## Sehenswürdigkeiten
- Historisches Spritzenhaus (Feuerwehrhaus)
- Haus der Dorfgemeinschaft
- Ehemaliger Mühlteich
- Caroline-Reiber-Brunnen
- Gedenkstein Babetts Himmelsbett
- Gedenkstätte auf dem Hammerbühl

In der Liste der Baudenkmäler in Wunsiedel sind für Breitenbrunn sechs Baudenkmäler aufgeführt.